# Bahnhof Weißenborn-Lüderode
Der Bahnhof Weißenborn-Lüderode war eine Betriebsstelle der Bahnstrecke Bleicherode–Herzberg in der Landgemeinde Sonnenstein im thüringischen Landkreis Eichsfeld.

## Lage
Der Bahnhof befand sich am nördlichen Ortsrand von Weißenborn-Lüderode bei Streckenkilometer 22,01 km der Bahnstrecke Bleicherode–Herzberg. Das Terrain des Bahnhofes liegt im Tal der Geroder Eller auf einer Höhe von ungefähr 220 m ü. NN. Die nächsten Bahnhöfe entlang der Bahnstrecke waren Jützenbach im Nordwesten und Stöckey im Südosten, etwa einen Kilometer östlich befindet sich der Weißenborner Tunnel.

## Geschichte
Am 1. November 1911 wurde der Verkehr auf dem letzten Streckenabschnitt zwischen Bischofferode und Herzberg (Harz) aufgenommen und der Bahnhof Weißenborn-Lüderode eröffnet. In der Planungsphasen war noch der Stationsname „Lüderode-Weißenborn“ vorgesehen.
1938 war der Bahnhof in die Bahnhofsklasse IV eingestuft.
1946 wurde die Bahnstrecke an der britisch-sowjetischen Zonengrenze am Bahnhof Zwinge unterbrochen, damit setzte ein Bedeutungsverlust der Strecke ein. Von 1952 bis 1972 lag der Ort in der Sperrzone an der Innerdeutschen Grenze und der Bahnhof war nur noch von Reisenden der grenznahen Dörfer und mit Passierschein erreichbar. 1972 gab die Deutsche Reichsbahn den Verkehr zwischen Zwinge und Bischofferode auf und der Bahnhof wurde geschlossen.

## Ausstattung
Zum Gebäudebestand gehörten das Empfangsgebäude mit einem Güterschuppen, einem Beamtenwohnhaus sowie ein Abort/Stallgebäude. Auf der Südseite gab es einen zweiständigen Lokschuppen, der ursprünglich vierständig geplant und wegen der vorgelagerten Drehscheibe als Ringlokschuppen ausgeführt worden war. Wegen des erhöhten Wasserverbrauchs der Dampflokomotiven auf der langen und steigungsreichen Strecke erhielt der Bahnhof eine Pumpstation mit Hochbehälter und Wasserkran zur Befüllung.
Im Jahr 1940 hatte der Bahnhof insgesamt 10 Gleise, davon zwei Durchgangsgleise mit je einem Bahnsteig und ein Wagenaufstellgleis, sowie zwei Ladegleise mit Gleisverlängerungen zum Güterschuppen und zur Holzverladerampe im Osten des Bahnhofes. Ein weiteres Gleis führte mit Gleis 9 und 10 zum Lokschuppen sowie zu einem Draisinengleis.
Zum Güterbahnhof gehörten eine Ladestraße und ein Holzlagerplatz an der Rampe.

## Heutige Nutzung
Vom Bahnhof existieren nur noch das Empfangsgebäude mit dem Güterschuppen, der Lokschuppen und das Pumpenhaus. Das Empfangsgebäude dient heute der Gemeindeverwaltung der Landgemeinde Sonnenstein. Das Bahnhofsgelände wurden teilweise mit Gewerbebauten und dem Bauhof überbaut. Die Bahntrasse bis nach Zwinge wurde als Radweg ausgebaut.